# Russula angustispora
Russula angustispora é um fungo que pertence ao gênero de cogumelos Russula na ordem Russulales. A espécie foi descrita cientificamente por Bills em 1986.